# Desde Esa Noche
„Desde Esa Noche“ je píseň mexické zpěvačky Thalie, Píseň pochází z jejího třináctého alba Latina. S touto písní jí vypomohl kolumbijský zpěvák Maluma. Produkce se ujal producent Sergio George. 29. ledna byla vydána jako první singl alba prostřednictvím vydavatelství Sony Music Latin.